# Estadio Nueva Esparta

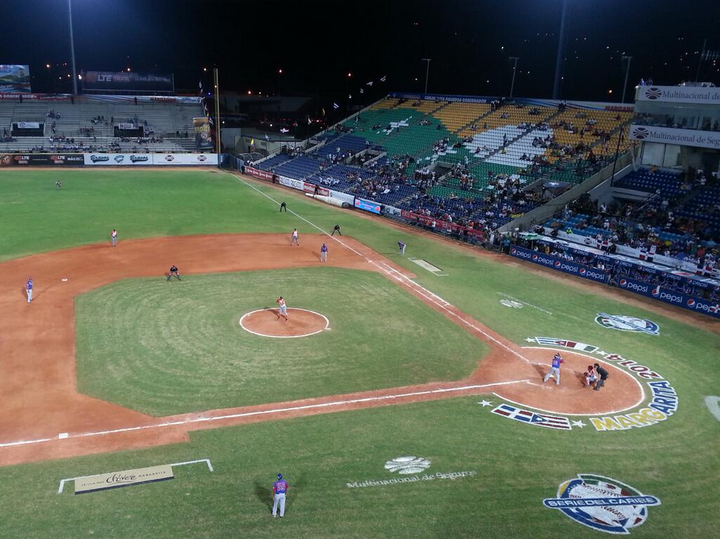
Vista del estadio en un partido de la Serie del Caribe 2014.

El Estadio Nueva Esparta (también conocido como Estadio Guatamare) es un estadio de béisbol ubicado en la Isla de Margarita, en el estado Nueva Esparta, en el oriente insular de Venezuela. Tiene capacidad para más de 18 mil espectadores, posee 8 torres de iluminación y estacionamiento asfaltado. El estadio es sede del equipo Bravos de Margarita de la Liga Venezolana de Béisbol Profesional.

## Historia
El estadio fue inaugurado en 1956 con el nombre «Estadio Guatamare», en el período presidencial de Marcos Pérez Jiménez siendo remodelado por primera vez en 1976 con una capacidad inicial de 9030 espectadores. Tres años después, fue demolido para volver a ser  reconstruido. Con el transcurrir de los años, el estadio sirvió en algunas ocasiones como sede del equipo Caribes de Oriente. A principios de los años 2000, el estadio fue sometido a importantes remodelaciones y ampliaciones, siendo reinaugurado una vez más el 30 de septiembre de 2007, para servir de sede al equipo Bravos de Margarita, además de ser renombrado como «Estadio Nueva Esparta».
Pese a ser un recinto para albergar únicamente juegos de béisbol, o en su defecto softbol, en 1979 albergó el Campeonato Sudamericano de Clubes Campeones de Baloncesto, torneo en el que el club brasileño Sírio se tituló frente al anfitrión Guaiqueríes de Margarita. A finales de los 80, fue la sede del equipo de fútbol de Primera División, Pepeganga Margarita.
En 2010 se convirtió en la sede del Campeonato de béisbol regional Serie del Caribe, que agrupó a selecciones campeonas de República Dominicana, Puerto Rico, México y Venezuela. En 2014 se convirtió en la sede de la Serie del Caribe por segunda ocasión, con la participación de los equipos campeones de México, Venezuela, Puerto Rico, República Dominicana y la invitación a Cuba.
El Estadio Nueva Esparta fue ampliado en 2009 hasta una capacidad de un poco más de 15 mil espectadores, además de instalarse una pantalla gigante y 8 casetas de transmisión adicionales para la transmisión de los partidos.
La Isla Margarita es la sexta sede venezolana en albergar la Serie del Caribe, además de Puerto La Cruz (1994, 1998), Caracas (1951, 1959, 1970, 1977, 1983, 2002 y 2023), Maracaibo (1973 y 1986)  Valencia y Maracay (2006).
Cabe destacar que este estadio funcionó como sede alternativa de los equipos Caribes de Oriente y Navegantes del Magallanes antes de la llegada de Bravos de Margarita. La franquicia procedía de su paso por la ciudad de Araure, estado Portuguesa; en ese entonces llamada Pastora de Los Llanos.
En 2013 como parte de los preparativos para la Serie del Caribe 2014, las autoridades gubernamentales tanto nacional como regional aprobaron nuevos recursos para su remodelación y la ampliación de su capacidad de 15 000 a 18 000 espectadores.
Debido a la pandemia ocasionada por el COVID-19, los Bravos de Margarita jugaron en el estadio desde la temporada 2019-20, hasta su regreso en la temporada 2024-25. 

## Dimensiones

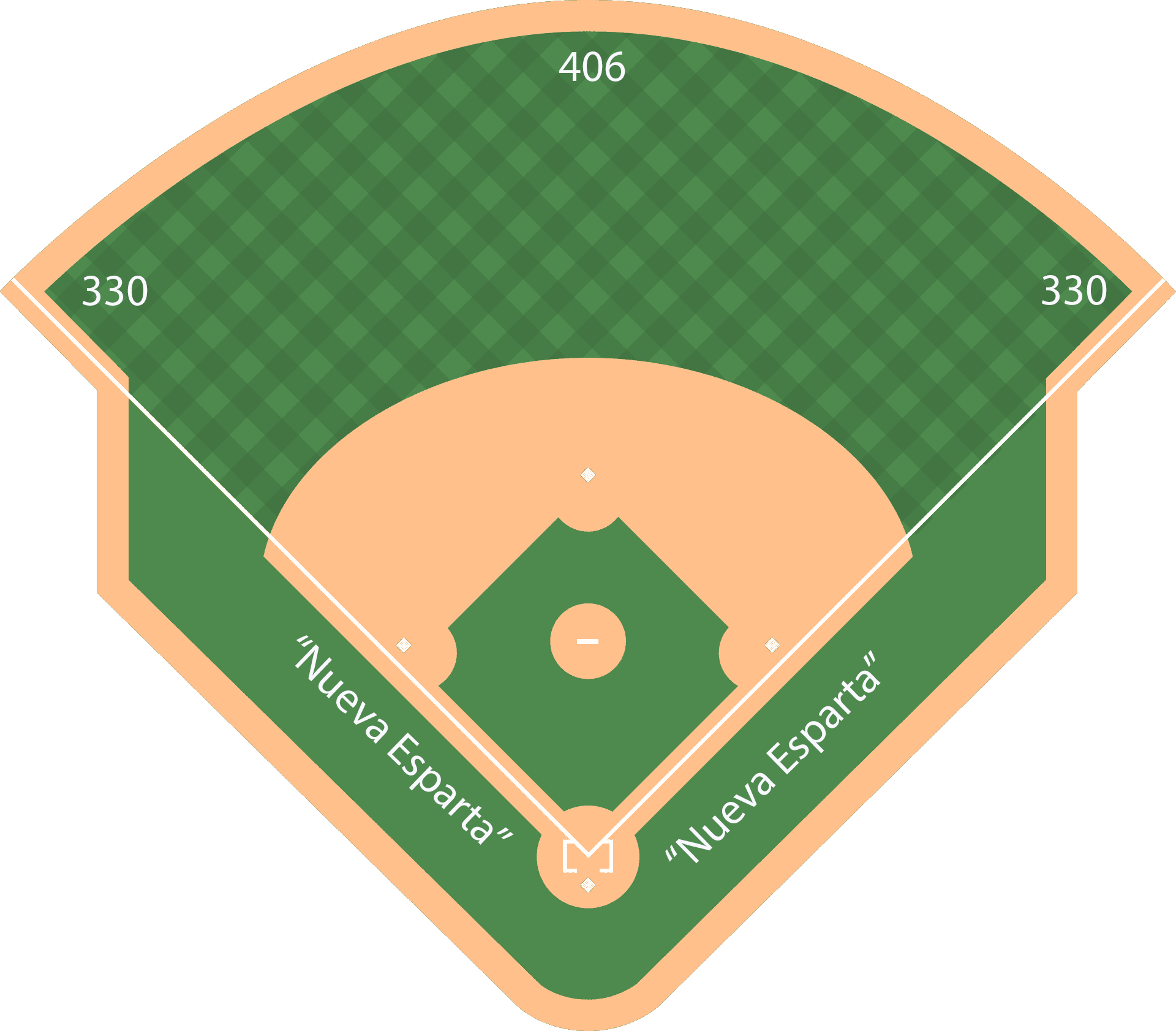
Dimensiones del estadio "Nueva Esparta"

Las dimensiones del estadio «Nueva Esparta» son:
- Jardín Izquierdo: 330 ft / 101 m
- Jardín Central: 406 ft / 124 m
- Jardín Derecho: 330 ft / 101 m